# EACL
A EACL — Empresa de Automóveis do Caniço é uma empresa portuguesa de autocarros para o transporte interurbano, que liga a cidade do Funchal a vários locais da freguesia do Caniço. A sua frota é composta 21 viaturas.

## História
A EACL — Empresa de Automóveis do Caniço, Lda. foi constituída no dia 29 de janeiro de 1934, como uma sociedade comercial por quotas de responsabilidade limitada, por oito proprietários de autocarros, nomeadamente João Freitas Patrício, José Indaleto Izidro de Freitas, Alexandre Vieira, José Vieira, José Teixeira Júnior, António Freitas Forte, José Filipe Rodrigues e Henrique Franco Júnior. Após a sua criação, os seus sócios pediram autorização à Junta Geral do Distrito do Funchal para realizar um horário em conjunto, iniciando o serviço de carreira regular de passageiros entre o Caniço e o Funchal a 28 de fevereiro de 1934.